# Manuel Montt (Valparaíso)
Manuel Montt o simplemente Montt es una localidad de la Comuna y Provincia de Petorca, dentro de la Región de Valparaíso, es orillada por el Río Petorca y la Quebrada los Barracos  que a su vez se comunica con la Ruta E-35, que conecta con su ciudad más cercana, Petorca. Según el Instituto Nacional de Estadísticas cuenta con una población de 227 habitantes siendo considerada como un caserío.

## Antecedentes
La localidad cuenta con lugares importantes, entre ellos su propia estación ferroviaria que funcionó hasta mediados de la década de 1960, y su escuela, denominada "Escuela Básica Neftalí Reyes" situada al norte de la localidad.

## Historia

### Fundación
La localidad fue una agrupación de viviendas desde 1897 hasta 1927, cuando se inaugura la estación homónima atrayendo un gran flujo poblacional y que conectaba con Petorca y Hierro Viejo por el Ramal Pedegua-Petorca.